# Four Times a Lady Guitar Quartet
Four Times a Lady is een klassiek gitaarkwartet dat werd werd opgericht in 2007 in Brugge. 

## Geschiedenis
In februari 2008 debuteerden ze met het Baltic Guitar Quartet. De toenmalige bezetting bestond uit Tania D'Hoest, Veerle D'Hoest, Sarah Vandendriessche en Leen Langenbick. Ze speelden samen een dubbelconcert in de Brugse Ryelandtzaal. In mei van datzelfde jaar waren zij te gast op Klara in de stad in Izegem. Hun concert was live te beluisteren op de radio met werken van Patrick Roux en Francis Kleynjans. Daarnaast creëerden zij Summer Moon Dance van de Belgische componist Gilbert Isbin.
In 2011 verliet Sarah Vandendriessche het kwartet en vervoegde Willemijn Vermeir de groep. Ze brachten in november 2012 hun eerste cd Here and Now uit. In 2013 en 2014 waren ze te gast op het International Guitarsymposium Iserlohn in Duitsland, waar ze verschillende gesmaakte concerten speelden. In 2015 concerteerde het kwartet onder meer in het Museo de Bellas Artes te Valencia, Spanje en in Wasserburg Haus zum Haus in Düsseldorf, Duitsland.
In 2015 speelden ze onder meer in het CC De Grote Post in Oostende. In januari 2016 traden ze op in een uitverkochte kamermuziekzaal van het Concertgebouw te Brugge. Daar creëerden zij Ficciones van de Vlaamse componiste Petra Vermote, gecomponeerd voor hun kwartet. Naast de vele concerten in culturele centra, waren ze op tal van plaatsen te horen tijdens kleinere evenementen, huiskamerconcerten, optredens voor verenigingen.
Begin 2017 beslisten Tania en Veerle D’Hoest het kwartet te verlaten en verwelkomden Willemijn en Leen twee nieuwe gitaristes, An Vlaemynck en Phyllis Demylle.
Sinds september 2019 bestaat het kwartet uit An Vlaemynck, Leen Langenbick, Lore Raus en Willemijn Vermeir. Ze werkten intensief aan een nieuw programma dat resulteerde in een nieuw album, Danse d’eau.